# Gabriel Séailles

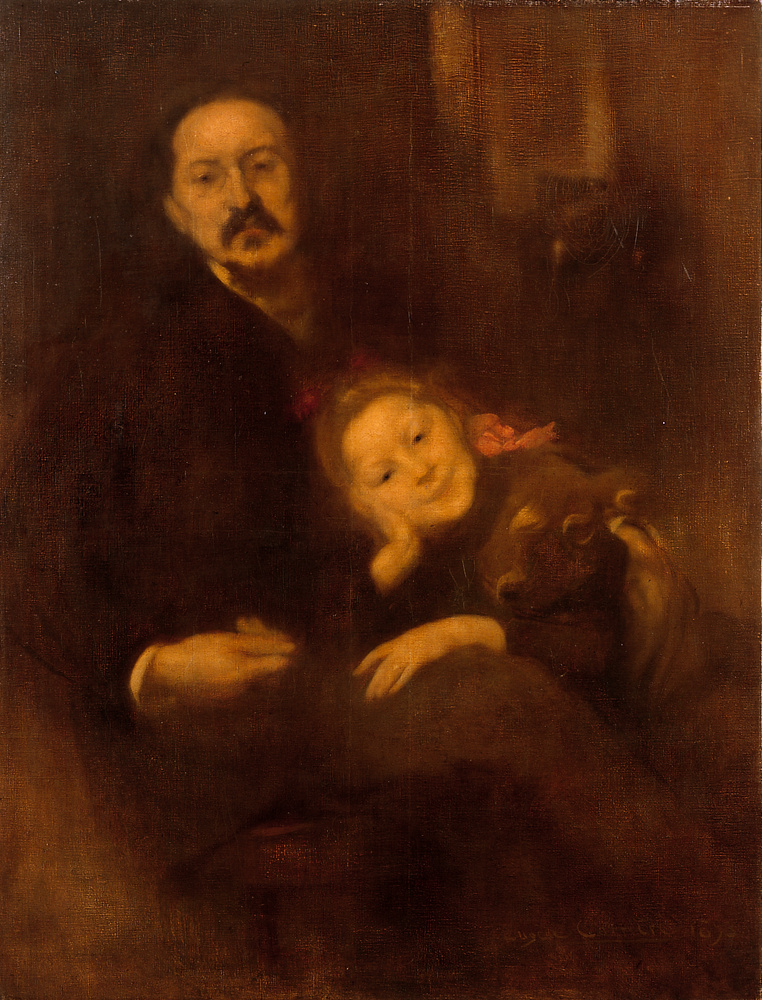
Gabriel Séailles con su hija.

Gabriel Jean Edmond Séailles (París, 27 de junio de 1852 - 16 de septiembre de 1922) fue un filósofo francés pacifista y activista civil en defensa de los derechos del hombre (derechos humanos), las Universidades Populares y la escuela laica. Estuvo muy comprometido defendiendo la inocencia de Alfred Dreyfus en el Caso Dreyfus. También fue un especialista en arte.